# 1425 Tuorla
Tuorla (asteróide 1425) é um asteróide da cintura principal com um diâmetro de 14,94 quilómetros, a 2,3432056 UA. Possui uma excentricidade de 0,1024944 e um período orbital de 1 540,83 dias (4,22 anos).
Tuorla tem uma velocidade orbital média de 18,43342918 km/s e uma inclinação de 12,97547º.
Esse asteróide foi descoberto em 3 de Abril de 1937 por Kustaa Inkeri.